# Dolmen
Un dolmen és una construcció megalítica, pròpia del Neolític o Calcolític. El mot "dolmen" prové de l'expressió taol maen, que significa "taula de pedra" en bretó. Fou utilitzat per primera vegada en el món de l'arqueologia en el llibre Origines Gauloises, de Théophile Corret de la Tour d'Auvergne, i anteriorment eren coneguts com a cromlecs. La primera persona a estudiar els dòlmens des del punt de vista científic fou l'escriptora Titia Brongersma el segle xvii.

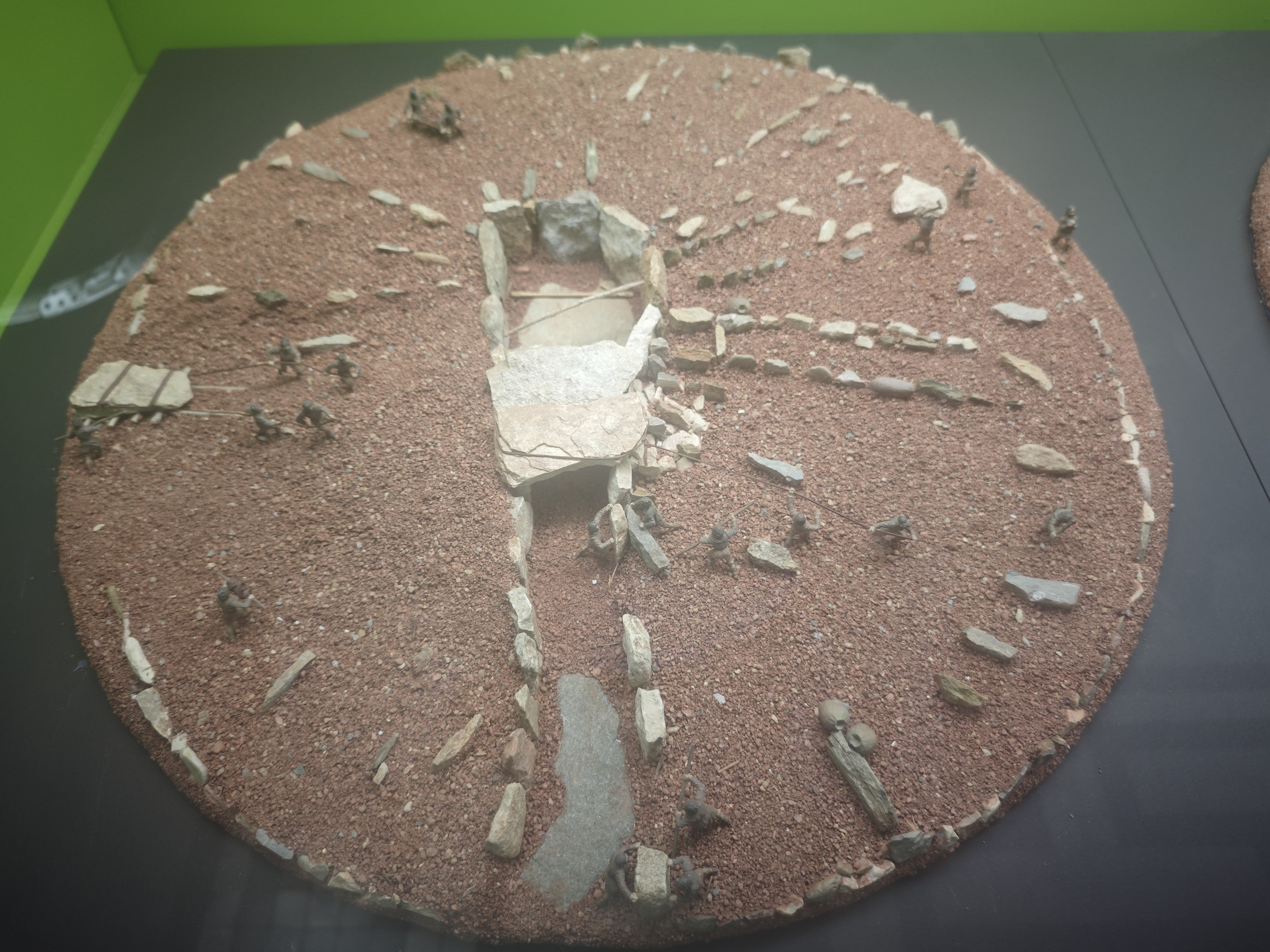
MAC-BCN 1. Maqueta de la construcció d'un dolmen. Les lloses s'havien d'arrossegar amb cordes i corrons fins al seu emplaçament final

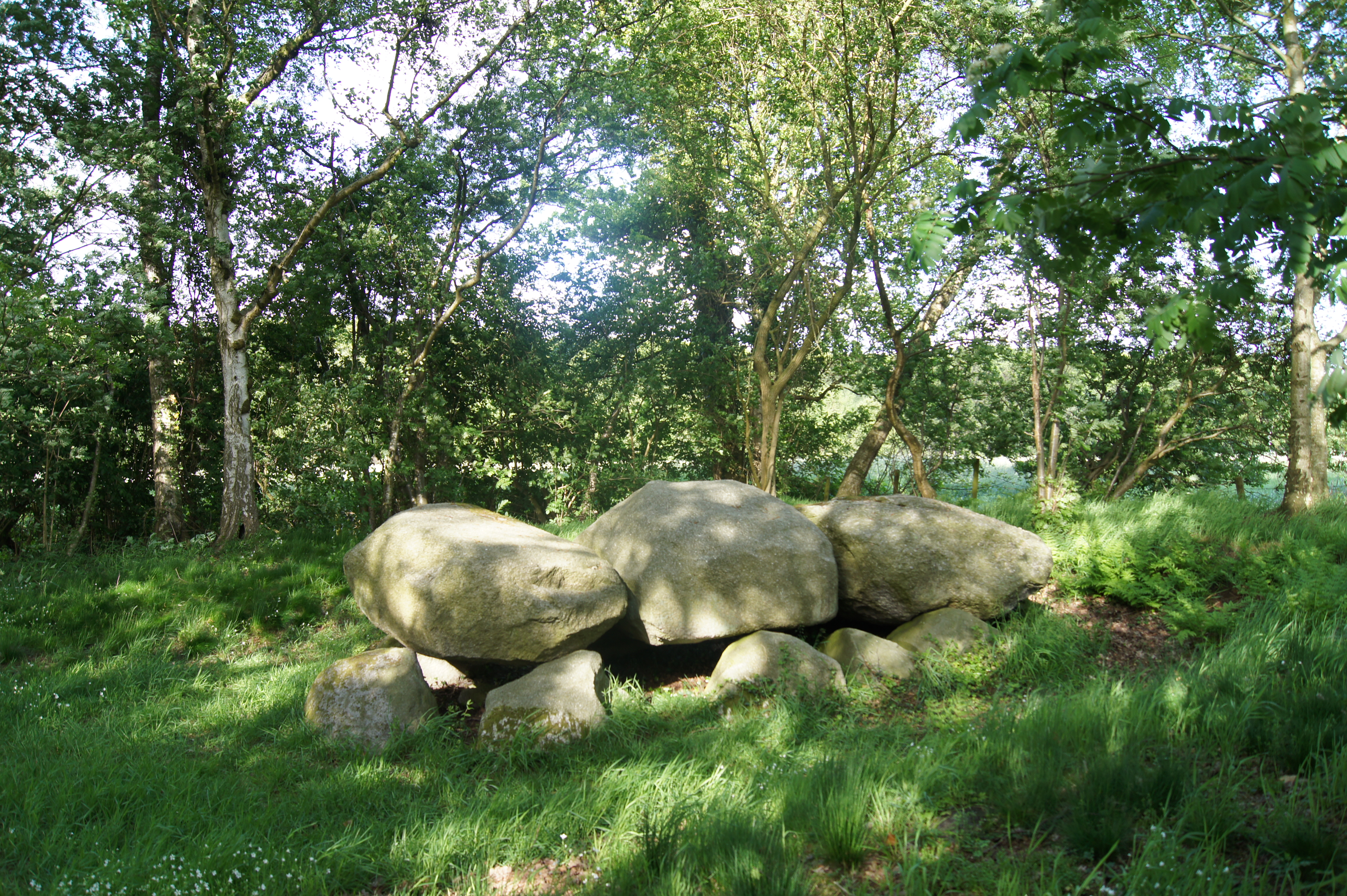
Dolmen a Hammah.

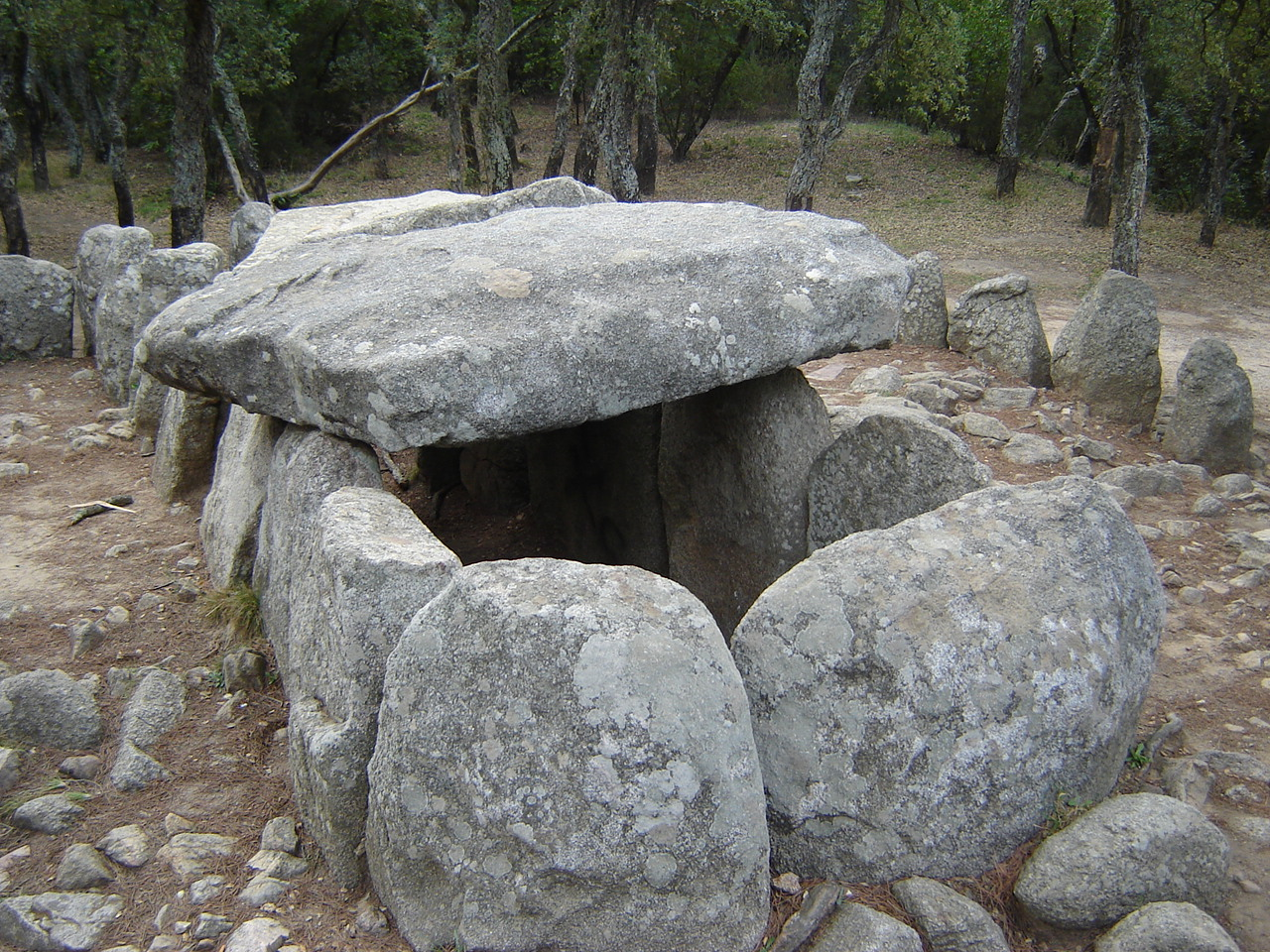
Dolmen Cova d'en Daina a Romanyà de la Selva (Baix Empordà).

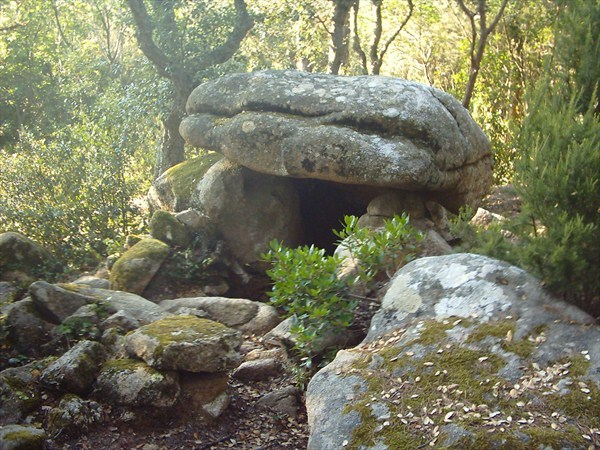
Paradolmen d'en Garcia. Tossa de Mar (Girona).

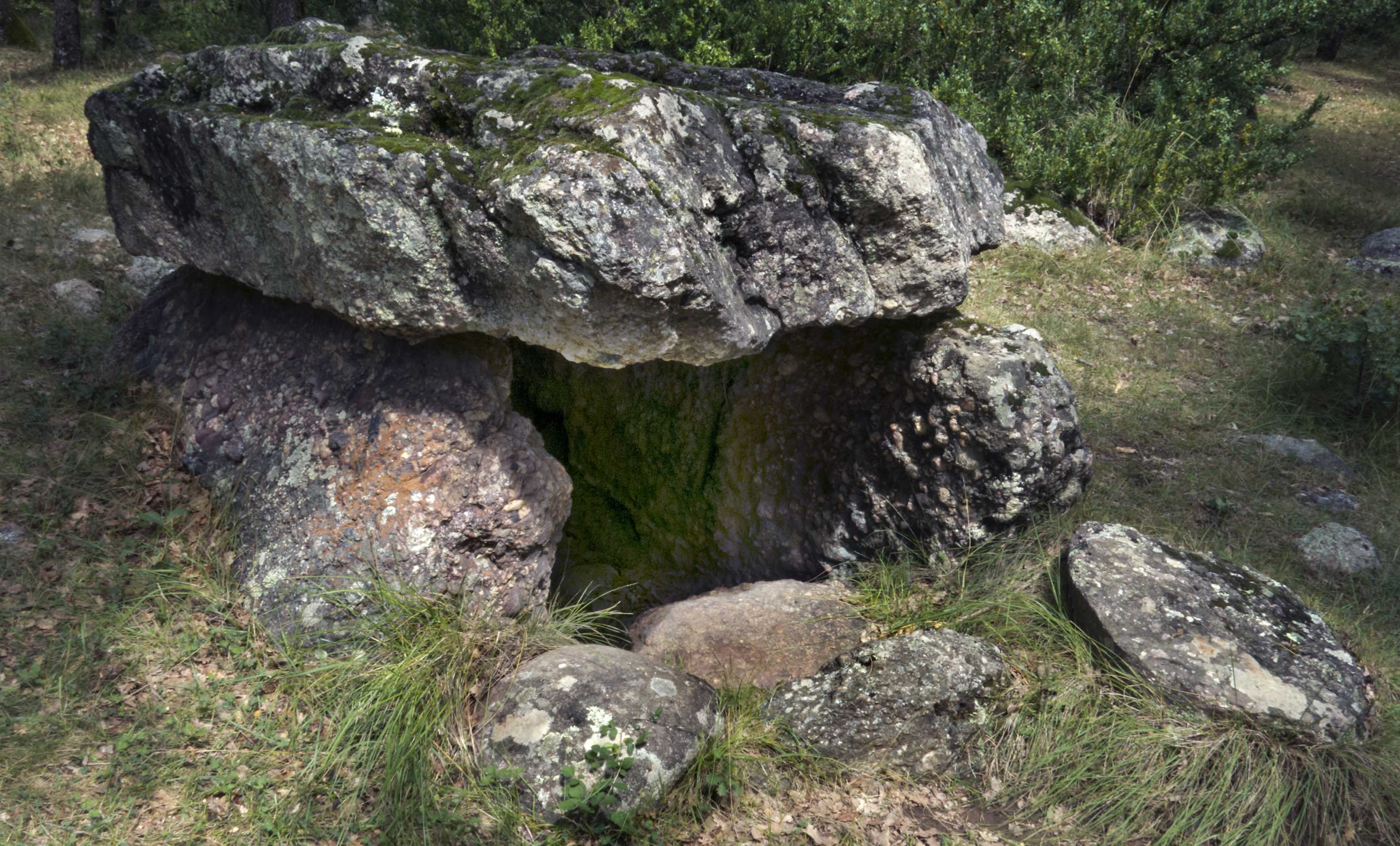
Dolmen, Cornudella de Valira, Areny de Noguera

## Noms populars
Rep els noms, vivents sobretot en toponímia, de cova, caixa, taula, arca, cabana, barraca, llosa, llosa de jaça, roca o pedra, etc. Sovint combinat amb una segona part com ara de l'alarb, del/de moro/s, del lladre, del dimoni, d'en Rotllà/Rotllan/Rotlan/Roldan, i altres noms.
Alguns exemples són la Caixa del Moro, a Teulís (el Rosselló), la Caixa de Rotllan a Arles i Montboló, al Vallespir), o la Cova d'en Daina, a Romanyà de la Selva (Baix Empordà). També la Taula dels Lladres, del Port de la Selva (Alt Empordà) o el Dolmen de la Serra de l'Arca I, d'Aiguafreda (Osona) Amb roca o pedra tenim, per exemple, la Roca d'en Toni o Tori, prop de Can Boquet, a Vilassar de Dalt (el Maresme), o la Pedra Gentil de Vallgorguina (Vallès Oriental). Amb barraca, hi ha la Barraca del Lladre a l'Estrada (Agullana), En documents medievals apareixen com a arques o perafites. entre d'altres.

## Estructura

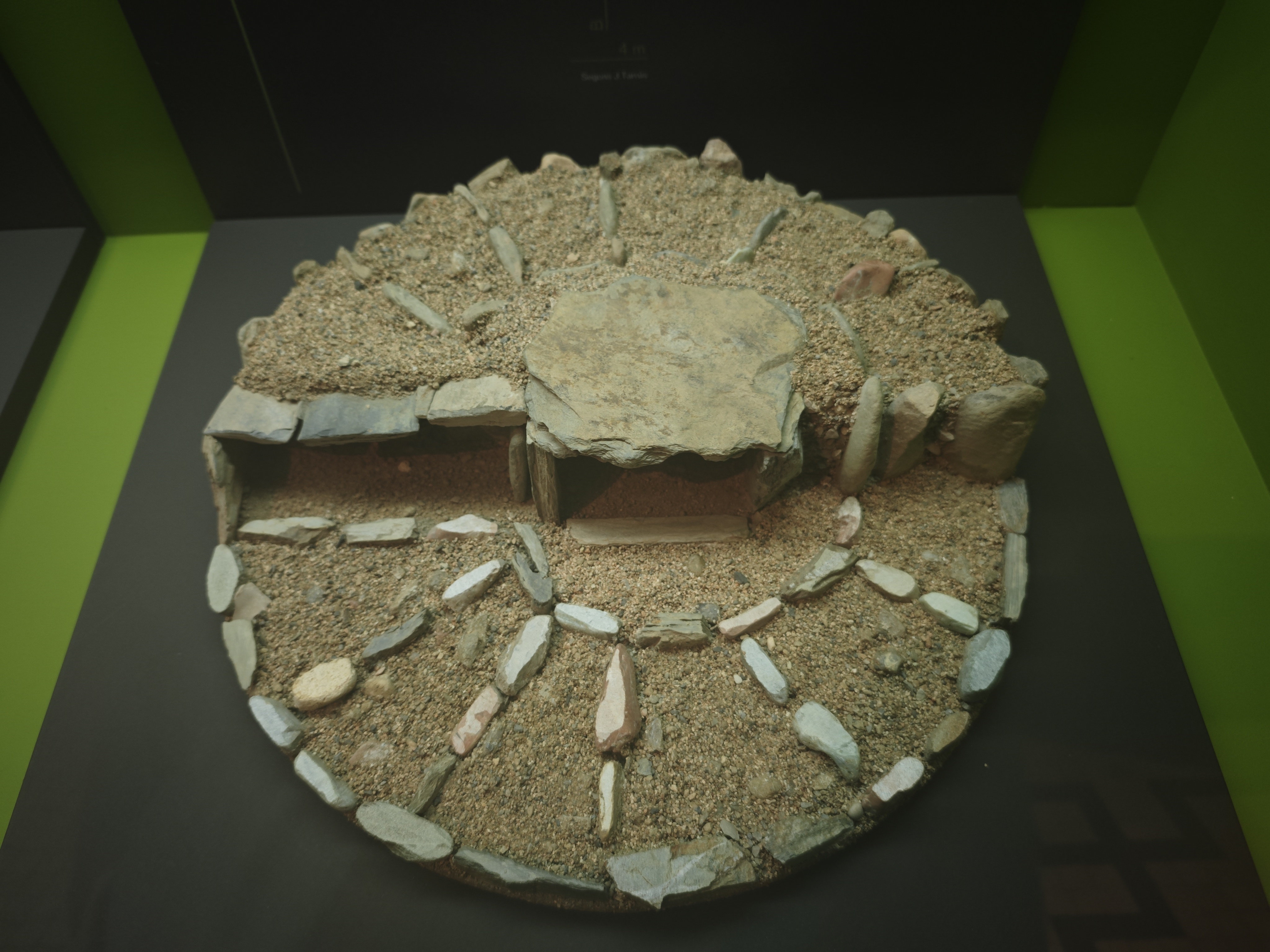
MAC-BCN Maqueta d'un Sepulcre de corredor evolucionat de l'Alt Empordà (gran galeria catalana), amb cambra rectangular gran passadís

La formació bàsica del dolmen, la constitueixen dues pedres verticals amb una d'horitzontal al damunt, generalment acompanyades d'altres pedres en la rodalia, de grans dimensions. El tipus més senzill -dues pedres verticals i una d'horitzontal- s'anomena cista, o sigui, "caixa"; quan el dolmen central en té un altre de més petit que li serveix d'entrada, rep el nom de sepulcre de corredor: passat el corredor d'entrada, s'arriba al dolmen major o galeria coberta a manera de cambra, on s'han utilitzat diverses pedres verticals. En certes èpoques, es van apilonar motes de terra o pedres (túmuls) per donar un aspecte monumental al dolmen. Els límits dels túmuls es marcaven de vegades amb un cercle de pedres aixecades (cromlec), de vegades amb pedres ajagudes en cercle (peristàtil). Les ofrenes es barrejaven en el túmul i al costat dels cossos enterrats. A Catalunya, aquestes motes sovint es van erosionar o van ser destruïdes per robar-ne el contingut i només queda aleshores el dolmen.

## Paradolmen
Un paradolmen és un monument megalític natural consistent en una cavitat entre blocs erràtics o abric rocós. Generalment, era usat com a cambra funerària, agençat amb murs o lloses per a tancar-lo i, ocasionalment, amb un corredor megalític d'accés. A diferència del dolmen, el paradolmen no és una construcció humana, tot i que en alguns casos la intervenció humana n'ha modificat l'estructura. Algunes zones de Catalunya presenten una gran concentració de paradòlmens, com el Massís de Cadiretes, a cavall de les comarques de La Selva i el Baix Empordà. Alguns exemples de paradòlmens del Massís de Cadiretes són Pedra Sobre Altra, Paradolmen d'en Garcia i Paradolmen de Ses Rates.

## Hemidolmen
Un hemidolmen o megàlit de pedra picada és un sepulcre megalític que consisteix en un fossar excavat al sòl, tapat per un túmul i cobert per una llosa allargada. A vegades les lloses tenen inscultures o decoració incisa. Cada extrem de la llosa era subjectat per una pedra vertical. Datat en el Calcolític, els hemidòlmens abunden en la comarca del Solsonès.

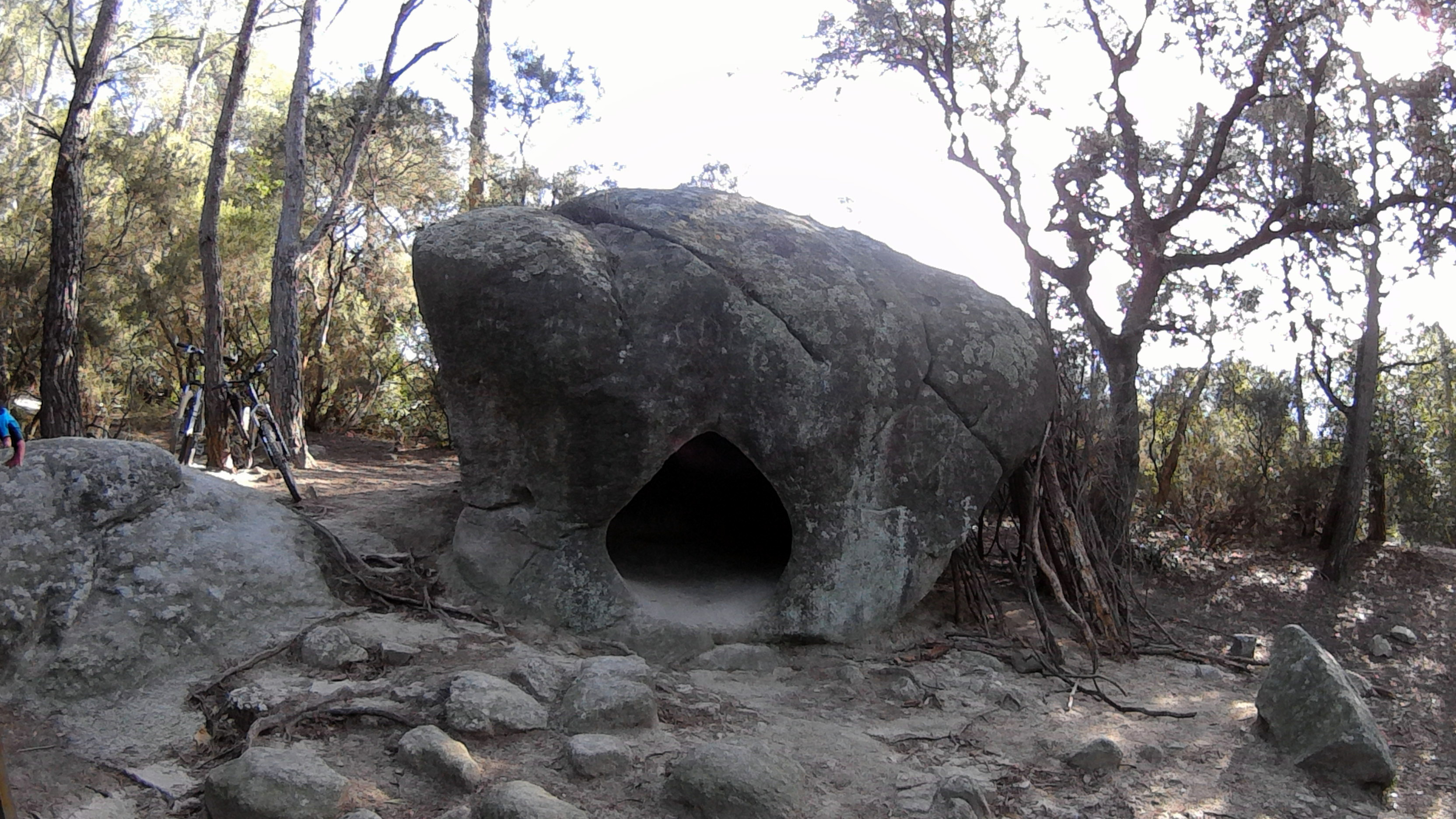
Roca Foradada de Can Gol

## Roca foradada
Una roca foradada és un monument megalític singular del Calcolític. Es tracta d'una roca granítica buidada de dins per la mà de l'home creant una cavitat interior. No està gens clara la seva funció o finalitat. Entre les diverses hipòtesis, tenim que podria ser una cambra sepulcral.